# Béatrice de Bourbon-Parme
Pour les articles homonymes, voir Béatrice de Bourbon (homonymie).
Pour les autres membres de la famille, voir Maison de Bourbon-Parme.
Béatrice de Bourbon-Parme (en italien : Beatrice di Borbone-Parma, nom complet : Beatrice Colomba Maria Immacolata Leonia) (Biarritz, 9 janvier 1879 - Brünnsee, 11 mars 1946) est un membre de la maison de Bourbon-Parme. Elle est notamment la sœur de Marie-Louise,  princesse de Bulgarie et la demi-sœur de l'impératrice et reine Zita d'Autriche-Hongrie et de Félix, prince consort de Luxembourg.

## Biographie
Béatrice de Bourbon-Parme est la fille de Robert Ier, ancien duc de Parme et de Maria Pia de Bourbon-Siciles.
Elle épouse à Schwarzau am Steinfeld  (Basse-Autriche) le 12 août 1906  son cousin Pietro Lucchesi-Palli (Rome, 7 février 1870 - château de Brunnsee, 5 décembre 1939), fils du comte Adolphe Lucchesi-Palli, duc della Grazia, et de Lucrèce Ruffo, des princes de Sant Antimo. Il était le petit-fils de son arrière-grand-mère Marie-Caroline de Bourbon (duchesse de Berry devenue duchesse della Grazia), princesse des Deux-Siciles, et du comte Hector Lucchesi-Palli, devenu duc della Grazia.  Le couple eut 4 enfants :
- Maria Antonia Lucchesi-Palli (Viareggio, 1er juin 1907 - Graz, 4 janvier 1911) ;
- Ludovico Roberto Lucchesi-Palli (Venise, 7 mai 1908 - Wagna, 9 juin 1983), marié en 1941 avec Stefania Ruffo di Calabria[3], dont postérité ;
- Adinolfo Lucchesi-Palli (Brünnsee, 18 juin 1911 - Wagna, 26 février 1986), marié en 1946 avec Sarolta Elisabeth Teleki de Széki , fille de Mihaly Teleki, dont postérité ;
- Carlo Ettore Lucchesi-Palli (Brünnsee, 9 mai 1915 - Brünnsee, 23 janvier 1919)[4].